# بارشونگ گئوگ
بارشونگ گئوگ (به لاتین: Barshong Gewog) یک منطقهٔ مسکونی در بوتان (کشور) است که در Tsirang District واقع شده‌است.